# François Mignet
assinatura
François Auguste Marie Mignet (8 de maio de 1796 - 24 de março de 1884) foi um jornalista e historiador francês da Revolução Francesa.

## Biografia
Ele nasceu em Aix-en-Provence (Bouches-du-Rhône), França. Seu pai era um serralheiro da Vendée, que aceitou com entusiasmo os princípios da Revolução Francesa e incentivou as ideias liberais em seu filho. François teve um sucesso brilhante em Avignon no liceu onde se tornou professor em 1815. Voltou a Aix para estudar direito, e em 1818 foi chamado para a Ordem dos Advogados, onde sua eloquência teria assegurado seu sucesso se ele não estivesse mais interessado no estudo da história. Suas habilidades foram mostradas em um Éloge de Charles VII, que foi homenageado pela Académie de Nîmes em 1820, e uma memória sobreLes Institutions de Saint Louis, que em 1821 foi homenageado pela Académie des Inscriptions et Belles Lettres.

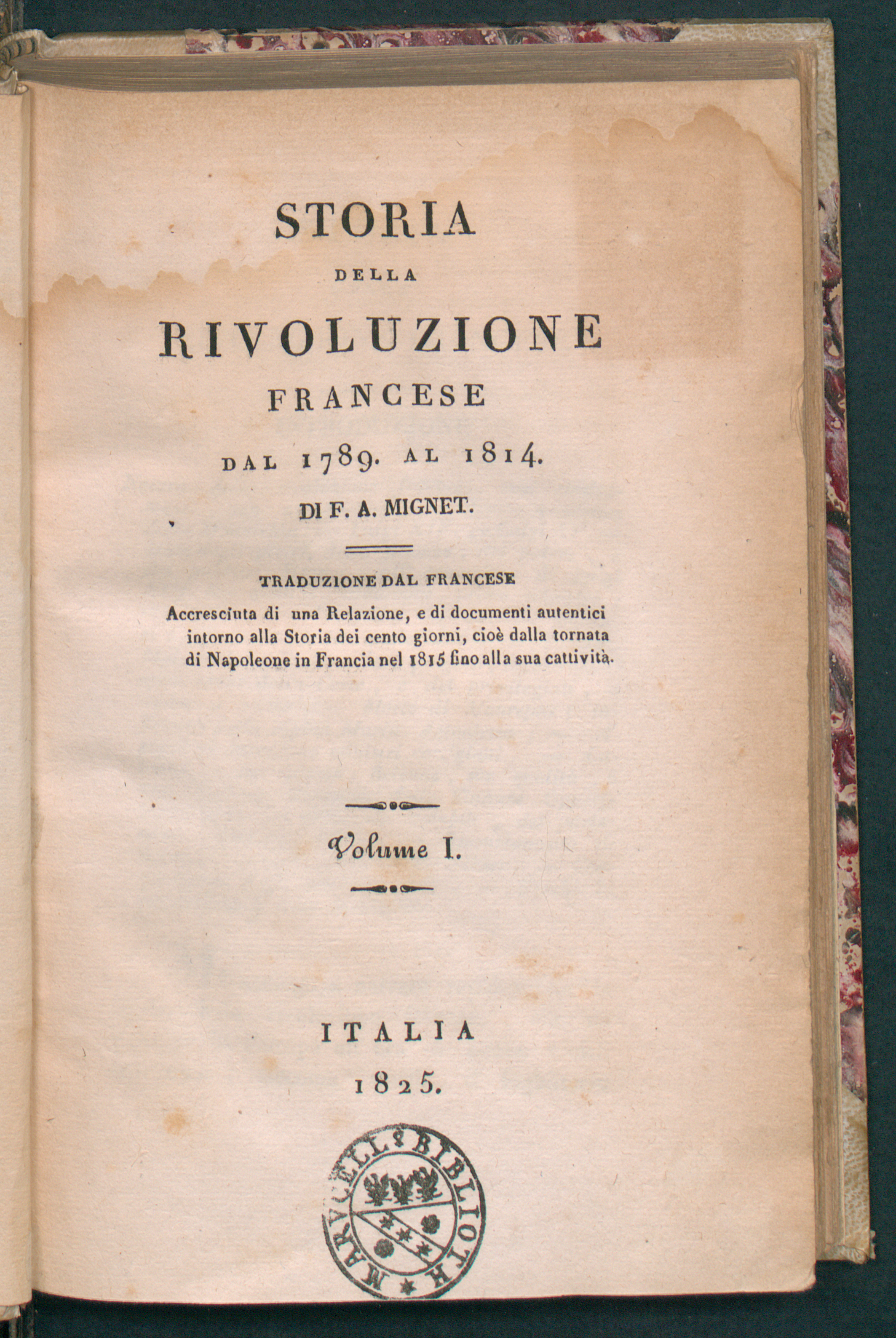
Histoire de la Révolution française depuis 1789 jusqu'en 1814, tradução italiana, 1825.
Ele então foi para Paris, onde logo se juntou seu amigo e compatriota Adolphe Thiers, o futuro presidente da República Francesa. Ele foi apresentado por Jacques-Antoine Manuel, ex-membro da Convenção, ao jornal liberal, Le Courrier français, onde se tornou um membro da equipe que realizou uma feroz guerra de caneta e tinta contra a Restauração. Ele adquiriu seu conhecimento dos homens e intrigas da época napoleônica de Talleyrand.
A Histoire de la révolution française (1824), de Mignet, em apoio à causa liberal, era um esboço ampliado, preparado em quatro meses, no qual se dava mais ênfase às teorias fundamentais do que aos fatos. Em 1830, fundou o Le National com Thiers e Armand Carrel, e assinou o protesto dos jornalistas contra as Ordenações de Julho, mas recusou-se a lucrar com a vitória de seu partido. Ele estava satisfeito com o modesto cargo de Diretor dos Arquivos do Ministério das Relações Exteriores, onde permaneceu até a revolução de 1848, quando foi demitido, e retirou-se definitivamente para a vida privada. Ele havia sido eleito membro da Académie des sciences morales et politiques, que foi restabelecido em 1832, e, em 1837, foi nomeado secretário permanente. Ele foi eleito membro da Académie française em 1836 e não buscou mais honras.
Mignet era bem conhecido nos círculos da moda, onde sua conversa espirituosa e maneiras agradáveis o tornavam um favorito. A maior parte do seu tempo era dedicada aos estudos e às suas funções académicas. Elogios a seus companheiros falecidos, relatórios da Academia sobre seu trabalho e sobre os prêmios por ela concedidos, que era parte do dever de Mignet como secretário redigir, foram amplamente apreciados pelos conhecedores e foram coletados em Notices et portraits de Mignet.
Ele trabalhou devagar e se deteve na pesquisa. Com exceção de sua descrição da Revolução Francesa, que foi principalmente um manifesto político, todos os seus primeiros trabalhos se referem à Idade Média. Ele e o historiador François Guizot inventaram o conceito de revolução burguesa. Estes incluem, De la féodalité, des instituições de Saint Louis et de l'influence de la législation de ce prince (1822); La Germanie au VIIIe et au IXe siècle, sa conversão au Christianisme, et son introdução dans la société civilisée de l'Europe occidentale (1834); Essai sur la formação territoriale et politique de la France depuis la fin du XIe siècle jusqu'à la fin du XVe(1836); todos os quais são esboços que descrevem principalmente os assuntos.
As obras mais famosas de Mignet são dedicadas à história moderna. Por muitos anos, ele mergulhou na história da Reforma, mas apenas uma parte de seus escritos, tratando da Reforma em Genebra, foi publicada. Sua Histoire de Marie Stuart (2 vols., 1851) fez uso de documentos inéditos dos arquivos de Simancas. Ele dedicou vários volumes a uma história da Espanha, que teve um sucesso bem merecido, incluindo Charles Quint, son abdication, son séjour et sa mort au monastère de Yuste (1845); Antonio Perez e Philippe II. (1845); e Histoire de la rivalité de François Ier et de Charles Quint (1875).
Ao mesmo tempo, foi contratado para publicar os atos diplomáticos relativos à Guerra da Sucessão Espanhola para a Coleção de documentos inédits. Apenas quatro volumes dessas negociações foram publicados (1835-1842), e não vão além da Paz de Nijmwegen; no entanto, a introdução é celebrada, e Mignet a reimprimiu em seus Mélanges historiques.
Mignet foi eleito Membro Honorário Estrangeiro da American Academy of Arts and Sciences em 1876. Ele morreu em Paris em 1884 aos 88 anos.